# Berillite
La berillite è un minerale.